# Горки (Новодугинский район)
Го́рки — деревня в Новодугинском районе Смоленской области России. Входит в состав Высоковского сельского поселения. 
Расположена в северо-восточной части области в 12 км к юго-западу от Новодугина, в 6 км западнее автодороги Р134 «Старая Смоленская дорога» Смоленск — Дорогобуж — Вязьма — Зубцов, на берегу реки Вазуза. В 11 км юго-восточнее деревни расположена железнодорожная станция О.п. 219-й км на линии Вязьма — Ржев.

## История
В годы Великой Отечественной войны деревня была оккупирована гитлеровскими войсками в октябре 1941 года, освобождена в марте 1943 года.